# Fear and Whiskey
Albums de The Mekons
The Mekons Story
(1983) The Edge of the World
(1986)
Fear and Whiskey est un album de The Mekons, sorti en 1985.

## L'album
L'album est considéré comme le premier album de country alternative (ce qui est oublier Jason & the Scorchers ou Meat Puppets). Cet album marque effectivement le changement de style du groupe, qui passe d'un punk-rock énergique à un country-folk beaucoup plus élaboré. Mélange de punk, folk, pop, dub et country, l'album est perçu comme un melting de Gang of Four, The Redskins, The Pogues et Johnny Cash, ce qui rend le tout surprenant et l'a fait ainsi entrer dans les 1001 Albums You Must Hear Before You Die.

### Titres
Tous les titres sont crédités au nom du groupe, sauf mention.
1. Chivalry (4:03)
2. Trouble Down South (4:15)
3. Hard to Be Human Again (3:58)
4. Darkness and Doubt (5:15)
5. Psycho Cupid (Danceband on the Edge of Time) (2:52)
6. Flitcraft (3:23)
7. Country (2:54)
8. Abernant 1984/5 (2:21)
9. Last Dance (3:13)
10. Lost Highway (Leon Payne) (2:59)

### Musiciens
- Jacqui Callis : voix
- Lu Edmonds : basse
- Steve Goulding : batterie
- Tom Greene : guitare, piano, voix
- Tom Greenhalgh : voix
- Suzie Honeyman : flute, violon
- Jon Langford : guitare, harpe, voix
- Ken Lite : basse, guitare rythmique, voix
- Dick Taylor : guitare
- Robert Sigmund Worby : batterie